# Kala Kemili
Kala Kemili is een bestuurslaag in het regentschap Aceh Tengah van de provincie Atjeh, Indonesië. Kala Kemili telt 2186 inwoners (volkstelling 2010).